# Don Casey
Pour les articles homonymes, voir Casey.
Don Casey, né le 17 juin 1937, à Collingswood, au New Jersey, est un ancien entraîneur américain de basket-ball.